# Гранатюк, Пётр Николаевич
Пётр Николаевич Гранатюк (10 декабря 1922, Украина — 7 декабря 2012, Московская область) — санинструктор батареи 1-го гвардейского миномётного полка 1-го гвардейского ордена Красного Знамени кавалерийского корпуса 1-го Украинского фронта, гвардии младший сержант — на момент представления к награждению орденом Славы I степени.

## Биография
Родился 10 декабря 1922 года в селе Польный Алексинец (ныне — в составе Городокского района Хмельницкой области Украины). Украинец. С 6 лет с родителями жил в деревне Кохановка Павлоградского района (Омская область). Здесь окончил 7 классов. Работал в колхозе.
В Красной Армии с декабря 1941 года. Служил на Тихоокеанском флоте. После окончания школы санитарных инструкторов был направлен в действующую арию. Участник Великой Отечественной войны с мая 1943 года. Сражался на Воронежском и 1-м Украинском фронтах. Принимал участие в освобождении Украины, Польши, в боях на территории Германии. В 1944 году стал членом ВКП/КПСС.
Санинструктор батареи 1-го гвардейского миномётного полка гвардии младший сержант Пётр Гранатюк при прорыве обороны противника в 8 километрах юго-западнее поселка городского типа Макаров Киевской области 3—5 ноября 1943 года оказал первую медицинскую помощь и эвакуировал в тыл девять раненых. Заменил заряжающего у реактивной установки, огнём из которой до конца боя было уничтожено около 40 противников и подавлено 2 огневые точки.
Приказом от 31 января 1944 года за мужество и отвагу, проявленные в боях, гвардии младший сержант Гранатюк Пётр Николаевич награждён орденом Славы 3-й степени.
28 июля 1944 года у населенного пункта Камборня, колонна реактивных минометов попала под авианалёт. Гвардии младший сержант Гранатюк, будучи дважды раненным, под огнём врага оказал медицинскую помощь шестерым пострадавшим воинам батареи. На память о том бое остался осколок у сердца.
Приказом от 20 сентября 1944 года за мужество и отвагу, проявленные в боях, гвардии младший сержант Гранатюк Пётр Николаевич награждён орденом Славы 2-й степени.
В ходе наступления 14 апреля — 3 мая 1945 года постоянно оказывал медицинскую помощь раненым и, рискуя жизнью, выносил их с поля боя.
3 мая при удержании плацдарма на левом берегу реки Эльба у населенного пункта Зейслиц перевязал и отправил в тыл двенадцать раненых. Был контужен, но не покинул занимаемой позиции.
Указом Президиума Верховного Совета СССР от 27 июня 1945 года за образцовое выполнение заданий командования в боях с немецко-вражескими захватчиками гвардии младший сержант Гранатюк Пётр Николаевич награждён орденом Славы 1-й степени, став полным кавалером ордена Славы.
В мае 1946 года, после расформирования 1-го гвардейского кавалерийского корпуса, П. Н. Гранатюк демобилизован из Вооруженных Сил СССР. В 1950 году окончил зубоврачебную школу в Ашхабаде. Жил в городе Подольск Московской области. Работал врачом-стоматологом автоколонны. Скончался 7 декабря 2012 года. Похоронен на Аллее Героев Подольского городского кладбища.
Старший лейтенант медицинской службы в отставке. 

## Награды
Награждён Орденом Отечественной войны I степени, Орденами Славы I, II и III степени, медалями.